# قدرت‌الله صلح‌میرزایی
قدرت‌الله صلح‌میرزایی (زاده ۸ مهر ۱۳۳۸ در تویسرکان) کارگردان و فیلم‌نامه‌نویس اهل ایران است.

## کارگردانی
| فیلم، سریال             | سال ساخت | توضیحات                                                |
| ----------------------- | -------- | ------------------------------------------------------ |
| حکایت‌های کمال           | ۱۳۹۷     | مجموعه ای تلویزیونی در ۳۳ قسمت                         |
| رخصت                    | ۱۳۹۳     | مجموعه‌ای تلویزیونی در ۱۳ قسمت، محصول شبکه قرآن         |
| دختری به نام آهو        | ۱۳۹۰     | این مجموعه در ۱۴ قسمت ۴۵ دقیقه ای از شبکه تهران پخش شد |
| سریال پنجره             | ۱۳۹۰     | مجموعه ۳۲ قسمتی «پنجره» از شبکه تهران پخش شد           |
| یک جیب پر پول           | ۱۳۸۸     |                                                        |
| دلداده                  | ۱۳۸۷     |                                                        |
| زندگی شیرین (فیلم ۱۳۸۷) | ۱۳۸۷     |                                                        |
| حنابندان                | ۱۳۸۶     |                                                        |
| هدف اصلی                | ۱۳۸۵     |                                                        |
| شاخه گلی برای عروس      | ۱۳۸۳     |                                                        |
| دختری در قفس            | ۱۳۸۱     |                                                        |
| بی تو تنهایم            | ۱۳۸۰     |                                                        |
| علف‌های هرز              | ۱۳۷۷     |                                                        |
| تهاجم                   | ۱۳۷۵     |                                                        |
| گریز از مرگ             | ۱۳۷۴     |                                                        |
| حامی                    | ۱۳۷۳     |                                                        |
| شاهین طلایی             | ۱۳۷۲     | اولین فیلم سینمایی در مقام کارگردان                    |

## نویسندگی
| فیلم               | سال ساخت | توضیحات                            |
| ------------------ | -------- | ---------------------------------- |
| زندگی شیرین        | ۱۳۸۷     |                                    |
| دلداده             | ۱۳۸۷     |                                    |
| شاخه گلی برای عروس | ۱۳۸۳     |                                    |
| بی تو تنهایم       | ۱۳۸۰     |                                    |
| تهاجم              | ۱۳۷۵     |                                    |
| گریز از مرگ        | ۱۳۷۴     |                                    |
| حامی               | ۱۳۷۳     |                                    |
| حسنک               | ۱۳۷۰     | اولین فیلم سینمایی در مقام نویسنده |